# Château d'Ashford
Le château d'Ashford est une demeure médiévale irlandaise du XIIIe siècle, restaurée et agrandie au milieu du XIXe siècle par Benjamin Guinness. Il est situé à l'ouest de l'île, juste à la limite entre le comté de Galway et le comté de Mayo, à proximité du village de Cong.

## Situation
Alors que Cong est dans le comté de Mayo, le château d'Ashford se trouve à environ 1 km, juste au-delà de la rivière Corrib, qui fait la limite avec le comté de Galway.

## Historique
Récemment, le château a servi au tournage de la série Reign : Le Destin d'une reine

## Situation actuelle
Le château est devenu un hôtel très haut de gamme ; l'accès touristique y est autorisé moyennant le paiement d'un droit d'entrée.
Avec sa vue sur le Lough Corrib et les croisières musicales qui y sont proposées, ses jardins considérés comme faisant partie des plus beaux du pays[À attribuer] et qui abritent l'école de fauconnerie d'Irlande, son golf, bordé par une rivière où on peut pratiquer la pêche à la mouche, il est considéré, selon un sondage publié par Condé Nast Publications, comme une des meilleures résidences hôtelières d'Europe.[réf. nécessaire]